# District de Nsanje
Nsanje est un district du Malawi, le plus méridional dans la région Sud. Sa capitale est Nsanje

## Géographie
En dehors de la capitale, Nsanje, les autres localités importantes sont Bangula, Marka, Tengani et Fatima.
Nsanje est situé dans le bassin de la rivière Shire, qui forme une grande partie de la frontière du district avec le Mozambique.
Au Nord-Ouest se trouve la réserve naturelle de Mwabvi, ainsi que le marais des éléphants[Information douteuse].